# Караимы Литвы
Литовские караимы — этноконфессиональная группа, национальное меньшинство Литовской Республики.

## История

### Появление караимов в Литве
В настоящее время среди караимов Литвы доминирует тюркская теория их происхождения, в соответствии с которой
они являются потомками тюркских племён Хазарского каганата, принявших караимизм — основанное на Танахе / Ветхом Завете вероучение, называемое также «иудаизмом караимского толка".
Относительно появления караимов в Литве высказаны следующие гипотезы:
- Караимы обосновались в Великом княжестве Литовском в 1397—1398[2], когда литовский князь Витовт после похода в Крым вывел оттуда несколько сотен караимских и татарских семей (караимская традиция). Вначале караимы были поселены в Тракай, в северной части города, между двумя замками великого князя, на нынешней улице Караимов. Впоследствии поселения караимов возникли в Биржай, Науяместисе, Пасвалисе, Паневежисе. Эта версия признана правительством современной Литвы.
- Согласно более ранним источникам, караимы самостоятельно переселились в Великое Княжество Литовское, привлеченные привилегиями Витовта[3][4]. Существует также теория о внекрымском происхождении литовских караимов.

Относительно видов деятельности караимов Литвы высказаны следующие гипотезы:
- Согласно караимской традиции, трокские караимы занимались различными видами деятельности: караимы-воины должны были охранять мосты и Островной замок, а гражданские занимались мелким ремеслом, торговлей, служили переводчиками, обрабатывали землю.
- По другим источникам, караимы не несли никакой воинской повинности, занимаясь главным образом ростовщичеством, что являлось основным занятием зажиточных караимов по крайней мере до конца XVIII века[5].

### Изгнание в Польшу и возвращение
Во время существования великого княжества Литовского и Королевства Польского караимы подвергались той же участи, что и евреи-раввинисты. Так, в апреле 1495 г. они были изгнаны из Литвы великим князём Александром и были приняты в Польше братом Александра, королём Яном-Альбрехтом. В 1503 г. все литовские евреи, а с ними и караимы, были возвращены тем же Александром, ставшим между тем и польским королём, причем как тем, так и другим было возвращено конфискованное при изгнании имущество.
Некоторые трокские караимы известны в области науки (Исаак Трокский) и культуры. Свирепствовавшая в Литве в 1710 чума унесла жизнь многих караимов. Тракай оставался административным и духовным центром караимской общины Литвы. В 1863 году начало действовать Трокское караимское духовное правление во главе с гахамом. Под его юрисдикцией находились караимские общины Луцка, Поневежа, Трок, Вильны, Пскова, Смоленска и Острова. По данным Первой всеобщей переписи населения Российской Империи 1897 года в Виленской губернии проживало 576 караимов, в Ковенской — 203.

### Караимы Литвы в XX веке
В Вильне в 1913—1914 выходил журнал на русском языке «Караимское слово», в межвоенные годы — журнал на польском языке «Myśl Karaimska» («Караимская мысль», 1924—1939). В 1932 в Вильно основано «Общество любителей истории и культуры караимов». В 1934—1939 годах караимское общество Паневежиса выпустило три номера журнала «Onarmach»  ("Прогресс") на караимском языке.
В советское время караимская кенасса в Вильнюсе, построенная в 1911, была национализирована (1949). В здании располагались различные учреждения, в частности, архив службы геодезии, и жилые помещения. Кенасса в Паневежисе была разрушена (1970). Единственной действующей кенассой Литвы и Советского Союза, после закрытия кенассы в Галиче в середине 60-х годов, была кенасса в г. Тракае, службы в которой проводились только по праздникам.
В 1988 было создано Общество культуры караимов Литвы. В Тракай состоялся первый Международный съезд караимов 1989. Караимская религиозная община законом «О религиозных общинах и сообществах» причислена к девяти традиционно существующим в Литве религиозным общинам, составляющим часть исторического, духовного и социального наследия. Караимской общине предоставлены права юридического лица и возвращена кенасса в Вильнюсе; реставрирована и вновь освящена в 1993.
В 1997 прошли торжества 600-летнего юбилея поселения татар и караимов в Литве. Была выпущена сувенирная монета достоинством в 50 литов. В 1998—1999 в Вильнюсе издан караимский молитвенник в двух томах: тексты одного используются в ритуалах литургического года, второго — в домашнем обиходе.

## Численность и расселение
По данным переписей и опросов, в 1959 караимов насчитывалось 423 человека (0,02 % всего населения Литовской ССР), в 1970 — 388 (0,01 %) и позднее неизменно 0,01 % (1979 — 352; 1989 — 289; 1997 — 257).
По данным переписи Литвы 2001 года караимов насчитывалось 273 человека, из них родным языком назвали:
- литовский — 97 чел. (35,5 %)
- русский — 46 чел. (16,8 %)
- польский — 2 чел.
- украинский — 1 чел.
- другой — 118 чел. (43,2 %), по всей видимости, караимский
- не указали язык — 9 чел.

Большинство караимов живёт в Вильнюсе (151 в 2001), Тракай (75) и Паневежисе (25), единицы — в Григишкес, Лентварисе, Каунасе, Норейкишкес (Каунасский район) и др. населённых пунктах.
Приверженцев караизма при этом оказалось лишь 195 человек.
По данным переписи населения Литвы 2011 года в ней проживал 241 караим, в том числе 212 человек в Вильнюсском уезде и 20 в Паневежском.

## Язык
Караимский язык близок кумыкскому и крымскотатарскому и относится к тюркским языкам. Выделяются исторически сложившиеся диалекты: тракайский, галицко-луцкий и крымский. Функционирует в быту караимов Литвы и в литургии. Находясь в окружении языков иного строения (славянских и литовского) и лишённый контакта с родственными языками, сохранил архаичные черты, утраченные другими тюркскими языками, и относительную чистоту лексики (при незначительном пласте заимствований из литовского и польского языков). По морфологии является агглютинативным языком, в котором слова и грамматические формы образуются путём присоединения к неизменяемой основе однозначных слово- и формообразовательных аффиксов. Фонетической системе присуща свойственная тюркским языкам гармония гласных. Ударение постоянное, обычно на последнем слоге. Письменность на основе латинского алфавита. (Крымские караимы пишут кириллицей).

## Кухня
Самое известное караимское блюдо — кибины, кыбыны, кибинай (на караимском языке «кыбын», множественное число «кыбынлар»; лит. kibinai). Представляет собой пирожки в форме полумесяца из теста (состав: мука, яйца, сметана, масло) с начинкой из нарезанного кусочками говяжьего или бараньего мяса с большим количеством лука (примерно 50/50%) и специй, испечённые в духовке на противне. Другие блюда, принесённые в Литву караимами и татарами — чебуреки, пельмени, «шишлик» (чаще из баранины).
К обрядовым блюдам, готовящимся к религиозным праздникам и свадьбам, относятся «тымбыл» — круглые пасхальные лепёшки из пресного теста, замешиваемого со сливками и маслом или маслом и яйцами и давшие современное название этому празднику «Tymbyl chydžy» , «катлама» — творожный пирог, выпекаемый на Шавуот («Aftalar chydžy»), семь слоёв которого символизируют семь недель, прошедших после Пасхи (четыре слоя из дрожжевого теста, три — из творога), свадебные пироги «кийовлюк» (со стороны жениха) и «келиньлик» (со стороны невесты) и др.

### На караимском языке
- Карай йырлары. Сост. М. Фирковичюс. Вильнюс, 1989 (антология караимской поэзии).
- Karaj koltchalary. Sud. M. Firkovičius. Vilnius, 1993 (молитвенник)
- David bijniń machtav čozmachlary. Sud. M. Firkovičius. Vilnius, 1994 (псалмы).
- M. Firkovičius. Mien karajče ürianiam. Vilnius, 1996 (учебник караимского языка).
- Čypčychlej učma Trochka. Į Trakus paukščiu plasnosiu. Lietuvos karaimų poezija. Sud. K. Firkavičiūtė. Vilnius, 1997 (антология караимской поэзии на караимском и литовском языках).
- Karaj dińliliarniń jalbarmach jergialiari. Karaimų liturginis maldynas. Sud. ir spaudai parengė M. Firkovičius. Kn. 1: Vilnius, 1998, Kn. 2: Vilnius, 1999 (молитвенник).
- Karaj kalendary. Karaimų kalendorius 2001—2051. Parengė M. Firkovičius, K. Firkavičiūtė, V. Maškevič. Vilnius, 2001 (календарь).

### На других языках
- A. Zajączkowski. Karaims in Poland, Warszawa. 1961.
- S. Szyszman. Le Karaïsme. Ses doctrines et son histoire. Lausanne, 1980.
- H. Kobeckaitė. Lietuvos karaimai, Vilnius, 1997.
- M. Zajončkovskis. Karaimai kariuomenėje. Karaims on military service. Karaimi na żołnierce. Караимы в армии. Vilnius, 2000.
- Seraya Szapszal’s Karaim Collection. Vilnius: National Museum of Lithuania, 2003. ISBN 9955-415-32-0